# Ulica Grunwaldzka w Bydgoszczy
Ulica Grunwaldzka – ważna pod względem komunikacyjnym ulica w Bydgoszczy. Łączy zachodnie osiedla z centrum miasta oraz jest drogą wylotową w kierunku Piły i Szczecina. W dwudziestoleciu międzywojennym była czwartą pod względem długości ulicą w Bydgoszczy, licząc łącznie 2,91 km. Do 1969 wzdłuż ulicy kursowały pociągi wąskotorowe do Koronowa.

## Przebieg
Ulica rozciąga się na kierunku wschód-zachód, od Ronda Grunwaldzkiego po zachodnie granice Bydgoszczy na osiedlu Osowa Góra. Jej długość wynosi blisko 7 km. Na całej długości ulicy biegnie droga krajowa nr 80, a od ul. Siedleckiej (Węzła Zachodniego) do Ronda Grunwaldzkiego także droga krajowa nr 25. Ulica stanowi jedną z głównych arterii komunikacyjnych i tras wylotowych z Bydgoszczy łącząc centrum z zachodnimi osiedlami miasta położonymi po północnej stronie Starego Kanału Bydgoskiego. Na wschodnim odcinku ulica przebiega na tzw. Wyspie Kanałowej. W kierunku zachodnim ulica przebiega przez następujące jednostki urbanistyczne: Okole, Czyżkówko, Flisy, Osowa Góra.

## Historia
Ulica Grunwaldzka stanowi stary trakt łączący Bydgoszcz z Koronowem i osadami położonymi na zachód od miasta po północnej stronie doliny bydgosko-nakielskiej. Mapa okolic Bydgoszczy z 1796-1802 (mapa Schroettera wykonana na podstawie pomiarów geodezyjnych) przedstawia drogę pokrywająca się w przybliżeniu z dzisiejszym śladem ulicy, rozwidlającą się w Czyżkówku w kierunku Koronowa, Pawłówka i Osówca. Jednak dopiero w 1827 wytyczono od Czyżkówka szosę wiodącą do Nakła o przebiegu dokładnie pokrywającym się z dzisiejszą ulicą Grunwaldzką. Budowę drogi nadzorował ówczesny dzierżawca folwarków Okole i Czyżkówko radca budowlany Ernst Conrad Peterson na zlecenie Koeniglische Seehandlungs Societaet – Chausse Bau Contor Berlin. Plan Bydgoszczy i okolic z 1857 przedstawia drogę rozpoczynająca się mostem na Kanale Bydgoskim (most Władysława IV). Wzdłuż drogi, aż do Czyżkówka występowała ciągła zabudowa domów z przedogrodami (Okole). W Czyżkówku droga przekraczała potok Flis, przechodząc przez las, mijała osadę Działy (odnowioną w 1752 na prawie olęderskim) i kierowała się w stronę Pawłówka, Nakła i Piły. W okolicach dzisiejszego osiedla Osowa Góra droga wznosiła się na krawędź Zbocza Kruszyńskiego. Poniżej znajdowała się kolonia „Prondy” budowniczych Kanału Bydgoskiego, osadzonych tu na stałe decyzją urzędnika pruskiego Franza von Brenkenhoffa. Wzdłuż drogi w 1851 poprowadzono Kolej Wschodnią łączącą Berlin poprzez Bydgoszcz z Królewcem.
Początkowo tylko wschodnia część ulicy w dzisiejszym przebiegu pozostawała w granicach administracyjnych miasta Bydgoszczy – do cmentarza Starofarnego. Po włączeniu w 1920 przedmieść Okole i Czyżkówko, ulica w przebiegu „miejskim” sięgała do ul. Chojnickiej. W granicach administracyjnych Bydgoszczy na całej długości znalazła się po włączeniu do miasta przedmieścia Osowa Góra (1959, 1961).
W 1872 ulicę przeciął wiadukt kolejowy linii wiodącej do Inowrocławia, zaś w 1895 wybudowano linię wąskotorową do Koronowa z dworcem Bydgoszcz Wąskotorowa przy ul. Grunwaldzkiej. W 3 lata później do dworca doprowadzono linię tramwajową. Pod koniec XIX w. ulica była wybrukowana, obsadzona drzewami, otoczona pierzejami kamienic oraz domów z przedogrodami. Po północnej stronie biegły tory kolei wąskotorowej, a po stronie południowej – tory tramwajowe.
W czasie II wojny światowej w lesie przy ul. Grunwaldzkiej Niemcy rozbudowali Zakład Amunicji Lotniczej 1/11 Bydgoszcz – Osowa Góra (niem. Luftmunitionanstalt 1/11 Bromberg), w tym część o utajnionym charakterze produkcji. Od linii kolejowej Bydgoszcz – Piła dobudowano bocznice z rampami przeładunkowymi. W obrębie zakładu znajdowało się około 100 różnorodnych budynków, betonowych schronów, a na obrzeżach baraki obozowe jeńców wojennych. Zakłady wysadziły w powietrze w styczniu 1945 wycofujące się oddziały niemieckie, a obecnie teren zajmowany jest przez jednostkę wojskową.
W nocy z 14 na 15 kwietnia 1943 na budynki nr 91, 95, 99 i 103 spadły bomby lotnicze, zrzucone przez lotnika, który zboczył z trasy planowanego nalotu na Gdańsk. W wyniku nalotu zginęło 8 osób – wyłącznie Polaków, którym mimo to urządzono pogrzeb o charakterze nazistowskim.
Po 1945 ulica nie została zmodernizowana, a w 1969 rozebrano tory kolejki wąskotorowej.
Od lat 50. do reformy sieci drogowej w grudniu 1985 roku była częścią drogi państwowej nr 19, zaś od początku lat 70. do połowy lat 80. leżała w ciągu drogi międzynarodowej T81. Pierwsze prace modernizacyjne podjęto dopiero w latach 60. XX w. Ulicę poszerzono oraz wyposażono w nawierzchnię z kostki granitowej właściwej dla ruchu ciężkiego. W latach 1969–1973 trwała budowa trasy W-Z, która miała poprawić warunki ruchu drogowego w Bydgoszczy na kierunku wschód-zachód. Elementem projektu była budowa tzw. węzła grunwaldzkiego na zasypanym fragmencie starego Kanału Bydgoskiego z rondem położonym na zasypanej śluzie III. Rozbiórce uległ kamienny most im. Władysława IV. W latach 70. XX w. zlikwidowano także kolizyjny przejazd kolejowy z linią nr 18 poprzez budowę w l. 1971–1972 stalowego wiaduktu. W tym okresie w związku z rozwojem budownictwa mieszkaniowego na Osowej Górze ulica zyskała nowe połączenia z drogami lokalnymi w tym rejonie.
W 1987 zmieniono trasę ulicy na odcinku wschodnim, budując łącznicę z przebudowanym Rondem Grunwaldzkim (obecna zachodnia jezdnia, wybudowana kosztem fragmentu cmentarza Starofarnego) oraz ul. Kruszwicką. Wśród inwestycji zrealizowanych po 1990 łączących się z ul. Grunwaldzką można wymienić m.in. położenie nawierzchni bitumicznej na kostce granitowej (1998), budowę Węzła Zachodniego z nowym tunelem pod linią kolejową i mostem Grunwaldzkim na Kanale Bydgoskim (2002) oraz budowę ul. Deszczowej (2010). W latach 2012–2013 przy ulicy Grunwaldzkiej 64-66 w miejscu starszych obiektów powstał budynek mieszkalny Bydgoskiego Towarzystwa Budownictwa Społecznego, a w 2018 w miejsce budynku mieszkalnego z nr 141 rozpoczęto budowę biurowca „Teta” – ósmego budynku biurowego wchodzącego w skład Biznes Parku, którego budowę zakończono w 2020.
W 2018 dwukrotnie ogłoszono przetarg na budowę drogi rowerowej na odcinku rondo Grunwaldzkie – Kraszewskiego, instalację sygnalizacji świetlnej za wiaduktem kolejowym przy Czarnej Drodze oraz przebudowę geometrii ronda Grunwaldzkiego, który jednak nie skończył się wyłonieniem wykonawcy. Ostatecznie prace przy przebudowie ulicy rozpoczęto w sierpniu 2018 (formalnie: 29 czerwca), z terminem zakończenia 7 grudnia 2018, przesuwanym następnie na 28 grudnia tego roku, koniec I kwartału 2019 i ostatecznie na połowę 2019.
W czerwcu 2020 zakończyła się przebudowa ulicy na odcinku Węzeł Zachodni – granica miasta (4,6 km) na drogę dwujezdniową z dwoma pasami ruchu dla każdego kierunku. Dodatkowo, na 3-kilometrowym odcinku od ul. Skośnej do Flisackiej zbudowany został pas wyłącznie dla autobusów. W ramach inwestycji powstały równoległe drogi serwisowe i rowerowe, nowe chodniki, a ponadto przebudowano most na Flisie, wszystkie skrzyżowania z drogami poprzecznymi, a także fragmenty ulic Czaplej, Łowiskowej, Zimorodkowej, Wroniej, Perliczej, Skośnej, Kolbego, Papuziej, Przejście, Filtrowej, Okopowej, Zielonej i Flisackiej. Na skutek protestów społecznych zrezygnowano z projektów budowy bezkolizyjnych przejść dla pieszych na wysokości ulic Kukułczej, Kolbego, Filtrowej i Flisackiej. Na niektórych odcinkach pojawiły się ekrany akustyczne. Koszt modernizacji szacowano pierwotnie na około 150 mln zł. Przetarg na przebudowę ulicy ogłoszono 15 kwietnia 2016. W 2017 projekt został uznany za kluczowy i w związku z tym uzyskał dofinansowanie z funduszy europejskich w wysokości 85% wartości inwestycji (113 mln zł). W lipcu 2017 wyłoniono wykonawcę inwestycji, którym został Budimex za kwotę 75,8 mln zł, zwiększoną ostatecznie do około 90 mln zł. Umowę na realizację inwestycji podpisano 28 listopada 2017, po czym niezwłocznie rozpoczęto prace budowlane. W celu poszerzenia ulicy konieczne było wyburzenie 41 budynków, m.in. przy ul. Koronowskiej 1. Cała inwestycja miała zakończyć się w drugiej połowie 2019 r., jednakże ze względu na trudności z wywłaszczeniem wszystkich działek zakończenie inwestycji przesunięto na I połowę 2020. Niemniej już w końcu listopada 2018 oddano do użytku nową, południową jezdnię między Osową Górą a Czyżkówkiem (tymczasowo dla ruchu dwukierunkowego), w połowie grudnia 2018 północną jezdnię między ul. Kormoranów a granicą miasta, 12 grudnia 2019 obie jezdnie z buspasem na odcinku leśnym, 20 grudnia 2019 odcinek od lasu do Lidla na Osowej Górze, 20 marca 2020 południową jezdnię od Skośnej do granicy miasta, a 24 kwietnia 2020 jezdnię północną między ul. Flisacką a Filtrową. Po realizacji inwestycji przy skrzyżowaniu z Kolbego i Skośną oraz na odcinku od Czaplej do stacji benzynowej posadzonych zostało ok. 270 lip, klonów, oliwników i grabów, a postawione ekrany akustyczne zostaną obsadzone winobluszczem. W obrębie całej przebudowanej trasy nasadzono ogółem ponad 10 tys. drzew i krzewów.
W 2022 w pobliżu Ronda Maczka oddano do użytku parking Park and Ride.

### Nazwy
Ulica w przekroju historycznym posiadała następujące nazwy:
- przed 1920 – Berlinerstraße (poza miastem Chaussee nach Nakel)
- 1920–1939 – Grunwaldzka
- 1939–1945 – Berlinerstraße
- od 1945 – Grunwaldzka

## Komunikacja

### Ruch kolejowy
W latach 1895–1969 wzdłuż ulicy na odcinku blisko 2 km istniała linia wąskotorowej kolei powiatowej Bydgoszcz-Koronowo. Do okresu międzywojennego był to jedyny środek transportu publicznego łączący te dwa miasta. Wielu mieszkańców Bydgoszczy dojeżdżało nią na niedzielne majówki do Opławca i Smukały. W okresie międzywojennym kolejka dowoziła również tratwy uczestników spływów Brdą, które zyskiwały coraz większą popularność. Często kursowały również wagony towarowe. Użytkowania linii zaprzestano 1 października 1969 r. Nie udały się próby jej ponownego uruchomienia w latach 70. Rozebrano torowisko oraz dworzec Bydgoszcz Wąskotorowa, który znajdował się za wiaduktem kolejowym przy ul. Czarna Droga.

### Ruch tramwajowy
Torowisko tramwajowe na ulicy Grunwaldzkiej zostało wybudowane w 1898, kiedy wydłużono pierwszą w kolejności linię tramwaju konnego (linia „A” czerwona), od ul. Poznańskiej przez ul. Świętej Trójcy do dworca Bydgoszcz Wąskotorowa przy ul. Grunwaldzkiej. Tory tramwajowe położono na odcinku od Mostu Władysława IV do wiaduktu kolejowego.
W 1948 zmieniono oznaczenie linii tramwajowej na „1”. W 1973 uruchomiono torowisko na nowym węźle Grunwaldzkim w miejscu zasypanego fragmentu Starego Kanału Bydgoskiego. Ostatecznie tory tramwajowe rozebrano na ul. Grunwaldzkiej w 1984 r.

### Obciążenie ruchem drogowym
Ulica Grunwaldzka należy do mocno obciążonych ruchem drogowym arterii komunikacyjnych w Bydgoszczy. Pomiar ruchu w 2006 wykazał, że w szczycie komunikacyjnym przejeżdża przezeń do ok. 1200 pojazdów na godzinę. Najbardziej zatłoczonym odcinkiem jest fragment między rondem Grunwaldzkim a Węzłem Zachodnim. Mniej intensywny ruch zanotowano na odcinku Węzeł Zachodni – Osowa Góra (900-1000), a na zachód od ul. Kolbego – 300-600 pojazdów na godzinę.

### Obiekty inżynierskie
W ciągu ulicy znajdują się dwa wiadukty kolejowe – pierwszy (licząc od centrum miasta), o długości 70 m, z lat 70. XX wieku, przebiega pod linią kolejową Bydgoszcz – Piła (dawną Pruską Koleją Wschodnią), natomiast drugi pod liniami kolejowymi do Inowrocławia (linia nr 131) i Szubina. Drugi z wymienionych wiaduktów został zbudowany około 1880 roku. Zamiast spawów poszczególne elementy połączone były nitami. Do 1969 roku przejeżdżała pod nim kolejka wąskotorowa. W 2002 obok niego powstał nowy wiadukt, umożliwiający dojazd do węzła zachodniego przez most świętego Antoniego. W 2014 przystąpiono do rozbiórki starego wiaduktu pod linią do Inowrocławia.
Z kolei na pierwszym obiekcie 15 stycznia 2018 zakazano ruchu pieszych, z uwagi na zły stan techniczny obiektu i uszkodzenie barier ochronnych. Po wykonaniu prac zabezpieczających ruch pieszych dopuszczono w początku września 2018. 10 kwietnia 2019 przejście wraz z całym wiaduktem przekazano do remontu, który miał się zakończyć do końca października 2019. W czasie robót wymieniono tory na wiadukcie, a ponadto wykonano zabezpieczenie antykorozyjne stalowej konstrukcji obiektu (przęseł, balustrad i barierek), wyremontowano betonowe i ceglane podpory wiaduktu oraz oczyszczono i wyprofilowano skarpy. Roboty były prowadzone przy jednoczesnym utrzymaniu ruchu kolejowego oraz samochodowego. Remont zakończył się w listopadzie 2019 i kosztował ponad 3 mln zł. Równocześnie dokonano kontrowersyjnej wycinki drzewostanu na nasypie wzdłuż ulicy Czarna Droga.
W marcu 2014 rozpoczęła się budowa kolejnego wiaduktu (pomiędzy wiaduktami z 1880 i 2002), który wraz z budowanym od grudnia 2014 mostem na Kanale Bydgoskim (montaż konstrukcji rozpoczęto w końcu lipca 2015, próby obciążeniowe przeprowadzono 3 listopada 2015), oddanym do użytku 1 grudnia 2015, pozwolił uporządkować ruch na rondzie Generała Maczka i wyprowadzić z niego ruch samochodowy bezpośrednio w kierunku centrum Bydgoszczy.
Po wybudowaniu nowego obiektu, stary wiadukt z 1872r. został rozebrany, natomiast jego najcenniejsze elementy architektoniczne (np. żeliwne kolumny z głowicami) zostały zachowane. Prace budowlane przy nowym wiadukcie o wysokości 4,5 m zakończone zostały w lipcu 2015 roku, a on sam oddany do użytku 3 września 2015. Nowy most i wiadukt kosztowały łącznie 37 mln zł.

## Zabudowa
Ulica Grunwaldzka we wschodniej części przebiega przez Okole, które do 1920 było osiedlem podmiejskim o charakterze przemysłowym, jednak z rozwijającą się zabudową miejską. Do 3 ćwierci XIX wieku dominowały tutaj skromne parterowe domy kryte wysokimi, dwuspadowymi dachami, później zaczęto wznosić kamienice czynszowe, zbliżone wystrojem i formą do budowanych w Śródmieściu Bydgoszczy. Największe nasilenie ruchu budowlanego przypadło na przełom XIX i XX w., a ulica na tzw. Wyspie kanałowej zyskała ciągłe pierzeje kamienic. W sąsiedztwie ulicy (między Kanałem Bydgoskim, ulicą Grunwaldzką oraz Brdą) wzdłuż nowo wytyczonych uliczek powstały zwarte bloki zabudowy.
Po włączeniu w 1959 do Bydgoszczy przedmieścia Osowa Góra rozpoczął się proces urbanizacji peryferyjnej części ulicy. Część terenu położoną na południe od ul. Grunwaldzkiej przeznaczono na cele składowo-przemysłowe, a część północną na mieszkania. Po rozparcelowaniu gospodarstw rolnych na działki budowlane w latach 60. postawiono pierwsze domy. Zabudowę „dolnego tarasu” Osowej Góry w pobliżu ulicy Grunwaldzkiej zakończono w latach 90. XX w. W pobliżu ulicy wzniesiono też kościół parafialny pw. Maksymiliana Kolbego oraz nazwano imieniem świętego szosę do Osówca (w latach 1959–1982 ul. Osowagóra jako pamiątka po nazewnictwie wioski), łączącą się z ul. Grunwaldzką.

## Miejsca i obiekty
| Obiekt                                                               | Uwagi | Zdjęcie |
| -------------------------------------------------------------------- | --- | ------- |
| Kamienice Grunwaldzka 1-3                                            | Kamienica narożna wzniesiona w 1910 r. według projektu arch. Teodora Patzwalda. Prezentuje formy wczesnego, klasycyzującego modernizmu. Budynek mieścił lokale użytkowe na parterze i mieszkania na piętrach. Jedno z nich zajmował projektant domu, architekt Teodor Patzwald z rodziną. W 1912 roku urządzono tu restaurację i kawiarnię o nazwie Parkhaus z ogrodem letnim. Właścicielami budynku byli bracia Goltz, następnie C. A. Franke, a od 1913 r. mieściło się tu biuro Królewskiej Szkoły Rzemiosł Artystycznych. W okresie międzywojennym w budynku prowadzono hurtownię artykułów spożywczych, a restaurację z kawiarnią pod nazwą Dom Parkowy prowadził T. Sikorski. Od 1970 r. w miejsce malowniczego Kanału Bydgoskiego budynek sąsiaduje z Rondem Grunwaldzkim. W 2017 szczytową ścianę budynku ozdobiła „retrościana” – mural reklamowy stylizowany na przedwojenną gazetę. |         |
| Ciąg kamienic Grunwaldzka 3-9, 16-26                                 | Kamienice wzniesione w latach 1906–1910 w stylu zmodernizowanego historyzmu. Fasadom nadano tradycyjny, symetryczny układ, jednak rozmieszczenie otworów okiennych i dekoracja świadczą już o wpływach neostylów obecnych w I dziesięcioleciu XX w. (secesja, modernizm). Elewacje ozdobione fryzami o formach roślinnych i geometrycznych, maszkaronami, wykuszami i szczytami. |         |
| Cmentarz Starofarny                                                  | Jeden z dwóch najstarszych cmentarzy katolickich w Bydgoszczy, założony w 1808 r. po wydaniu zakazu chowania zmarłych na cmentarzach przykościelnych przez władze pruskie. W 1978 r. zlikwidowano część cmentarza od strony północnej. W celu ratowania cmentarza wpisano go do rejestru zabytków, a od 1991 r. rozpoczęto jego rewaloryzację. Na cmentarzu pochowanych jest wiele osób zasłużonych dla Bydgoszczy. |         |
| Niepubliczne Nauczycielskie Kolegium Języków Obcych – Grunwaldzka 32 | Niepubliczna placówka szkolnictwa wyższego. Organem prowadzącym placówki jest Oddział Regionalny Towarzystwa Wiedzy Powszechnej w Bydgoszczy. Opiekę dydaktyczno-naukową sprawuje Uniwersytet Gdański. W budynku w okresie PRL mieściła się dyrekcja BZE Belma. |         |
| Kamienica z „Apteką pod Lwem” – Grunwaldzka 37                       | Aptekę założono w XIX wieku, jeszcze przed wybudowaniem kamienicy. Obecny budynek wzniósł w latach 1893–1894 bydgoski mistrz murarski Carl Rose na zlecenie aptekarza L. Tonna. Projektantem budynku był prawdopodobnie budowniczy Józef Święcicki lub architekt Karl Bergner. Obiekt prezentuje styl eklektyczny i jest zdobiony bogatą dekoracją neobarokową, rokokową i manierystyczną. Na podstawie balkonu umieszczono rzeźbę lwa – symbol domu. Innym charakterystycznym elementem kamienicy jest wieża nakryta neobarokowym hełmem na szczycie którego znajduje się wiatrowskaz. |         |
| Kamienica Grunwaldzka 42, róg ul. Jasnej                             | Kamienica wzniesiona w II połowie XIX wieku. Obecny budynek pochodzi z 1906 r. i powstał według projektu bydgoskiego architekta F. Pretzela na zlecenie rodziny Raddatz. Prezentuje formy historyzmu z wpływami secesji i modernizmu. Elewacje urozmaicono balkonami, facjatami, wykuszem oraz dekoracyjnymi płycinami i fryzami. W ręce polskie przeszła dopiero po II wojnie światowej. |         |
| Kujawsko-Pomorski Urząd Skarbowy – Grunwaldzka 50                    | Okazały budynek wzniesiony w latach 1958–1959 jako Dom Kultury przeznaczony dla pracowników Bydgoskich Zakładów Elektromechanicznych „Belma” (dawne Bydgoskie Fabryki Sygnałów Kolejowych założone przez Carla Fiebrandta w 1874 r., nazwę zmieniono po 1958 r.) oraz mieszkańców Okola. Budynek posiadał dużą salę widowiskową ze sceną, gdzie odbywały się spektakle teatru lalek i projekcje filmowe. Na terenie Bydgoszczy jest to drugi po Filharmonii Pomorskiej obiekt użyteczności publicznej z końca lat 50. XX w. o dużej skali architektonicznej. Po 1989 sprzedany Wielkopolskiemu Bankowi Kredytowemu, następnie mieścił Bank Zachodni, a obecnie znajduje się w nim Kujawsko-Pomorski Urząd Skarbowy. |         |
| Kamienica – Grunwaldzka 53                                           | Eklektyczna kamienica zbudowana na planie prostokąta na początku lat 90. XIX wieku w miejscu wcześniejszej zabudowy. Pierwszym właścicielem był urzędnik kolejowy Eduard Schulz. Budynek wyróżnia się bogatą dekoracją elewacji na wzór realizacji bydgoskiego budowniczego Józefa Święcickiego. Symetryczną sylwetkę podkreślają dwa ryzality usytuowane na krańcach budynku. Bryłę wzbogacono boniowaniem, kolumnami w porządku korynckim, płycinami i gzymsami. Bogato zdobiony jest też portal wejściowy oraz znajdująca się nad nim loggia. Przewidywany na 2018 remont obiektu przesunął się na rok kolejny; po jego realizacji elewacja będzie utrzymana w jasnobeżowej kolorystyce. Budynek wpisany jest do rejestru zabytków i jest jednym z najcenniejszych na Okolu. W 2019 przeprowadzono jego remont.                                                                             |         |
| Kamienica – Grunwaldzka 55                                           | Budynek wzniesiony w 1865 i wpisany do ewidencji zabytków. Wewnątrz 11 lokali mieszkalnych, rozlokowanych na trzech kondygnacjach i na użytkowym poddaszu. W 2021 budynek z działką o powierzchni 341 m kw. został sprzedany przez miasto za 2 mln 250 tys. złotych. |         |
| Domy kolejarskie – Grunwaldzka 102-118                               | Jednorodny stylistycznie kompleks domów mieszkalnych po północnej stronie ulicy, na parcelach bezpośrednio graniczących z torami kolejowymi. Osiedle przeznaczone dla kolejarzy wybudowała Dyrekcja Królewskiej Kolei Wschodniej w I dekadzie XX wieku. W domach zamieszkało około 50 rodzin, głównie maszyniści, zwrotnicowi i personel pomocniczy. Budynki zasiedlano w okresie 1904-1912. |         |
| Kościół św. Maksymiliana Kolbego                                     | Świątynia parafialna kościoła rzymskokatolickiego, zbudowana w latach 1982–1991. W bryłę kościoła wkomponowane są sale katechetyczne, biuro parafialne i kaplica. |         |

W otoczeniu ul. Grunwaldzkiej znajdują się m.in. przedsiębiorstwa (np.: Cecomm S.A.), a także schronisko dla zwierząt na Osowej Górze. Część zlokalizowanych przy ulicy firm (Byfauch S.A., Elektromontaż Pomorski S.A.), zakończyło swoją działalność.

## Galeria

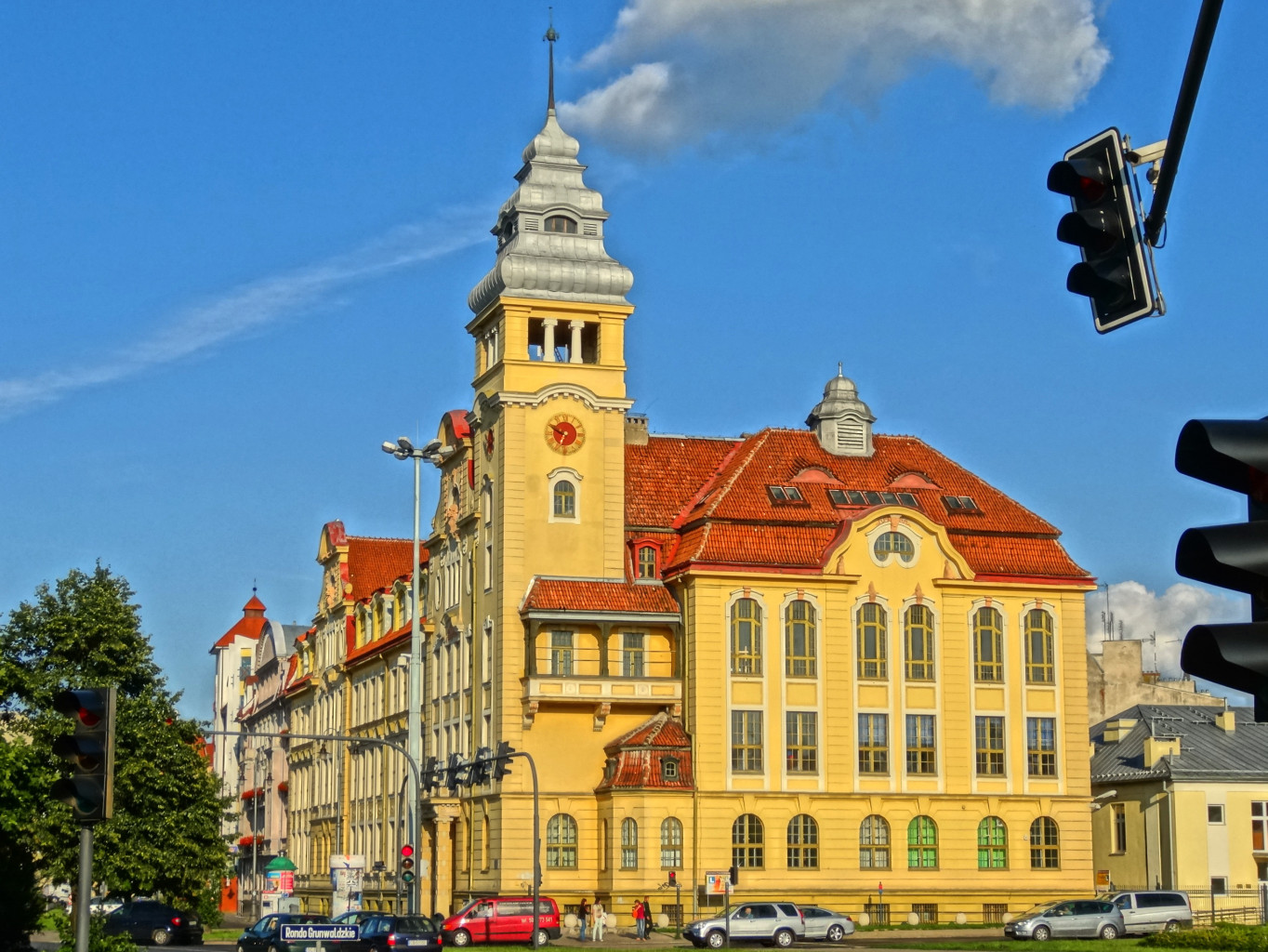
Budynek Zespołu Szkół Mechanicznych – widok od Ronda Grunwaldzkiego
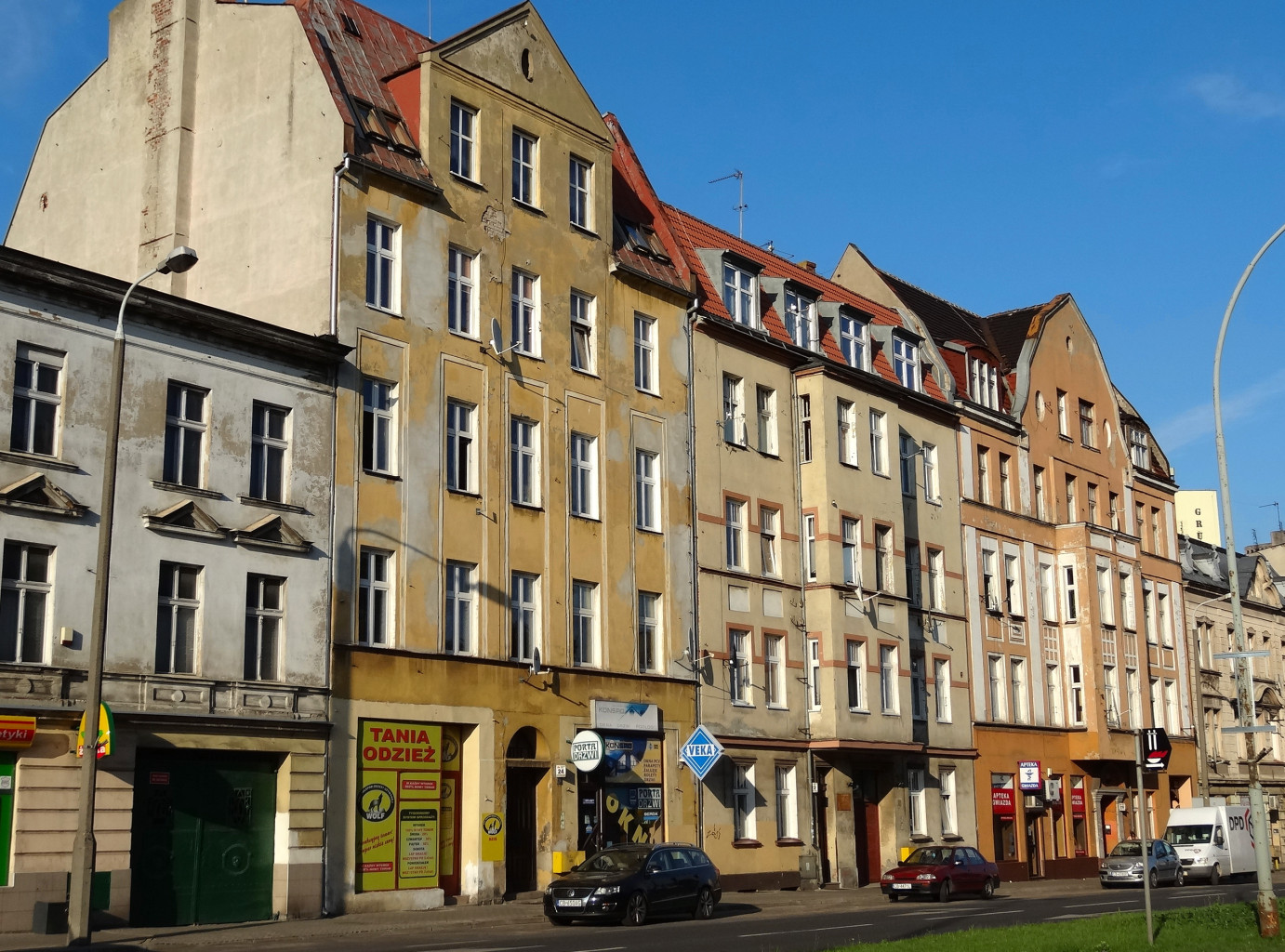
Pierzeja kamienic nr 16-26
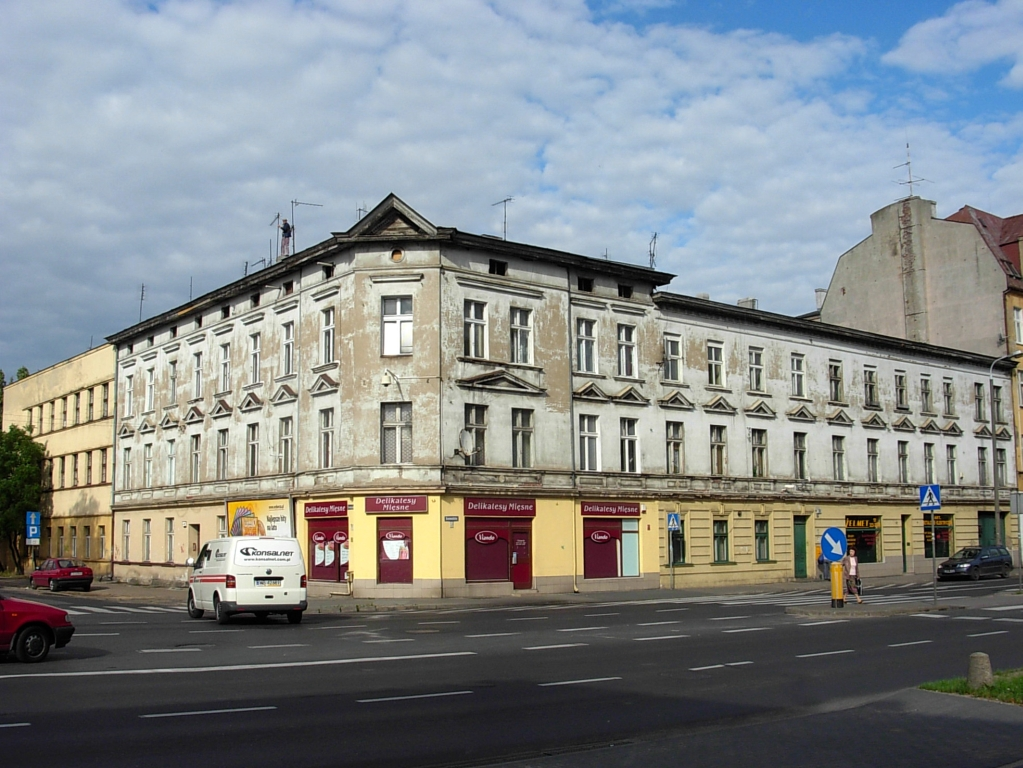
Nr 26 – róg ul. Granicznej
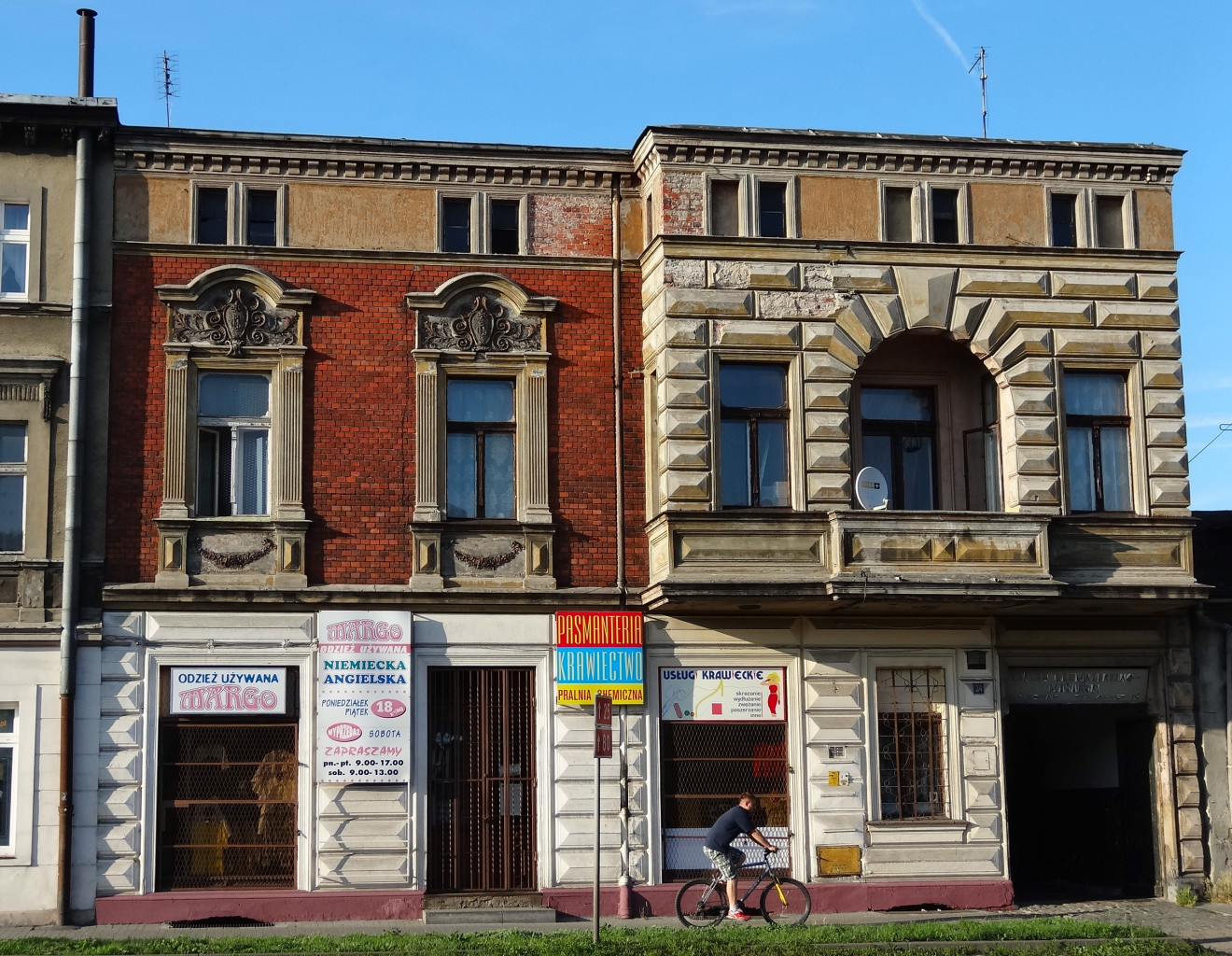
Nr 34, 36
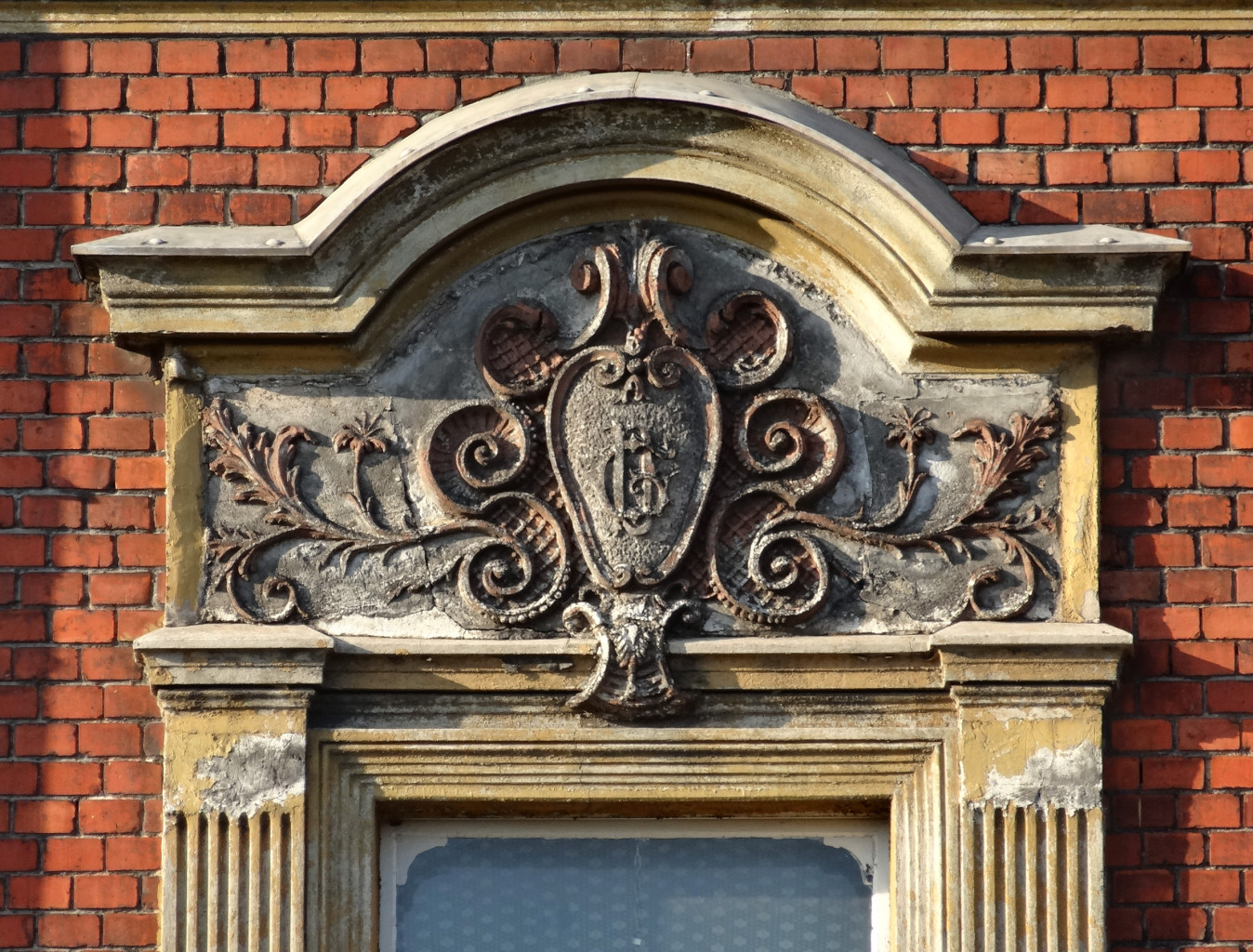
Kartusz (nr 36)
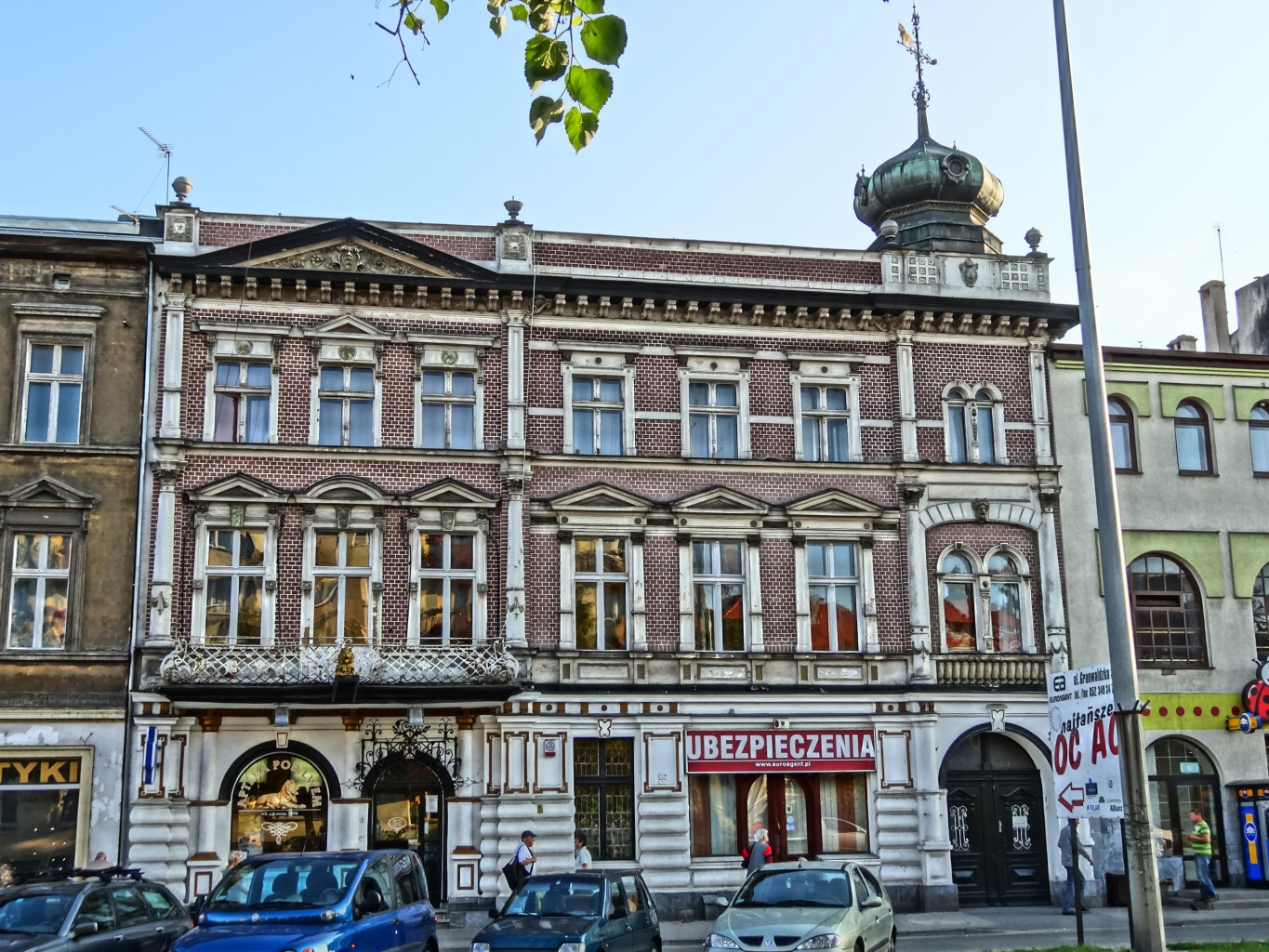
Kamienica nr 37 „Pod Lwem”
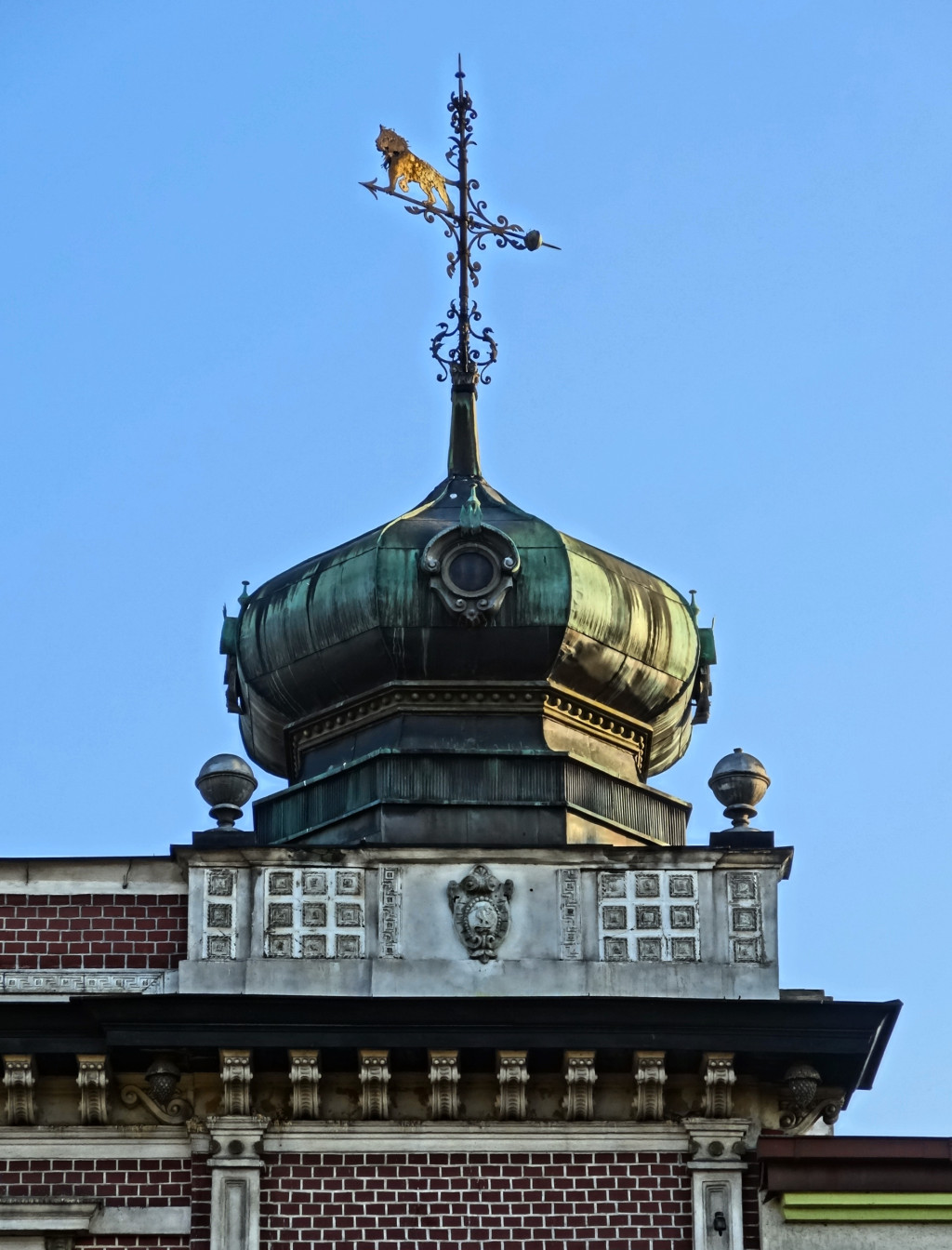
Hełm (nr 37)
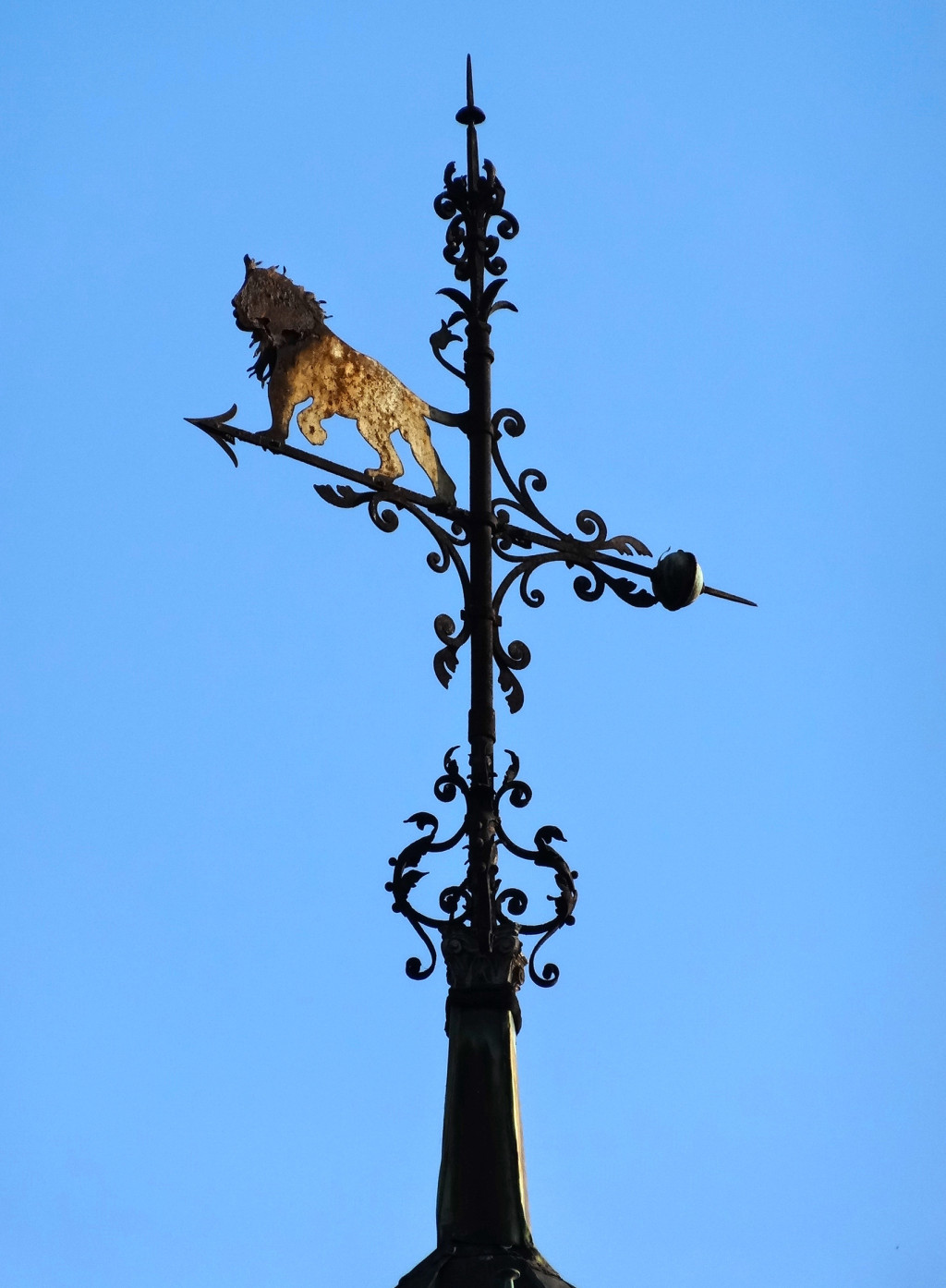
Wiatrowskaz „Pod Lwem”
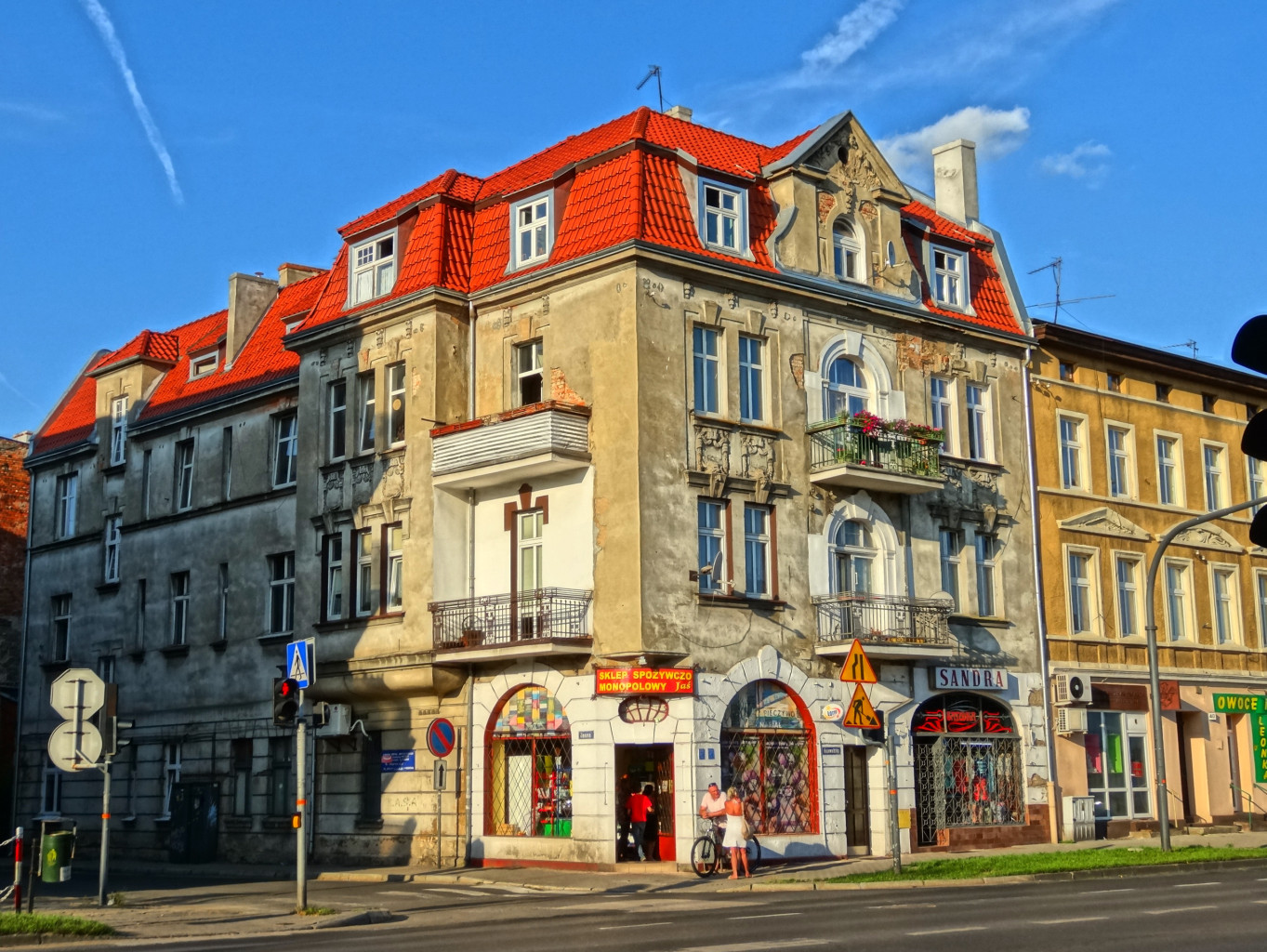
Nr 42 – róg ul. Jasnej
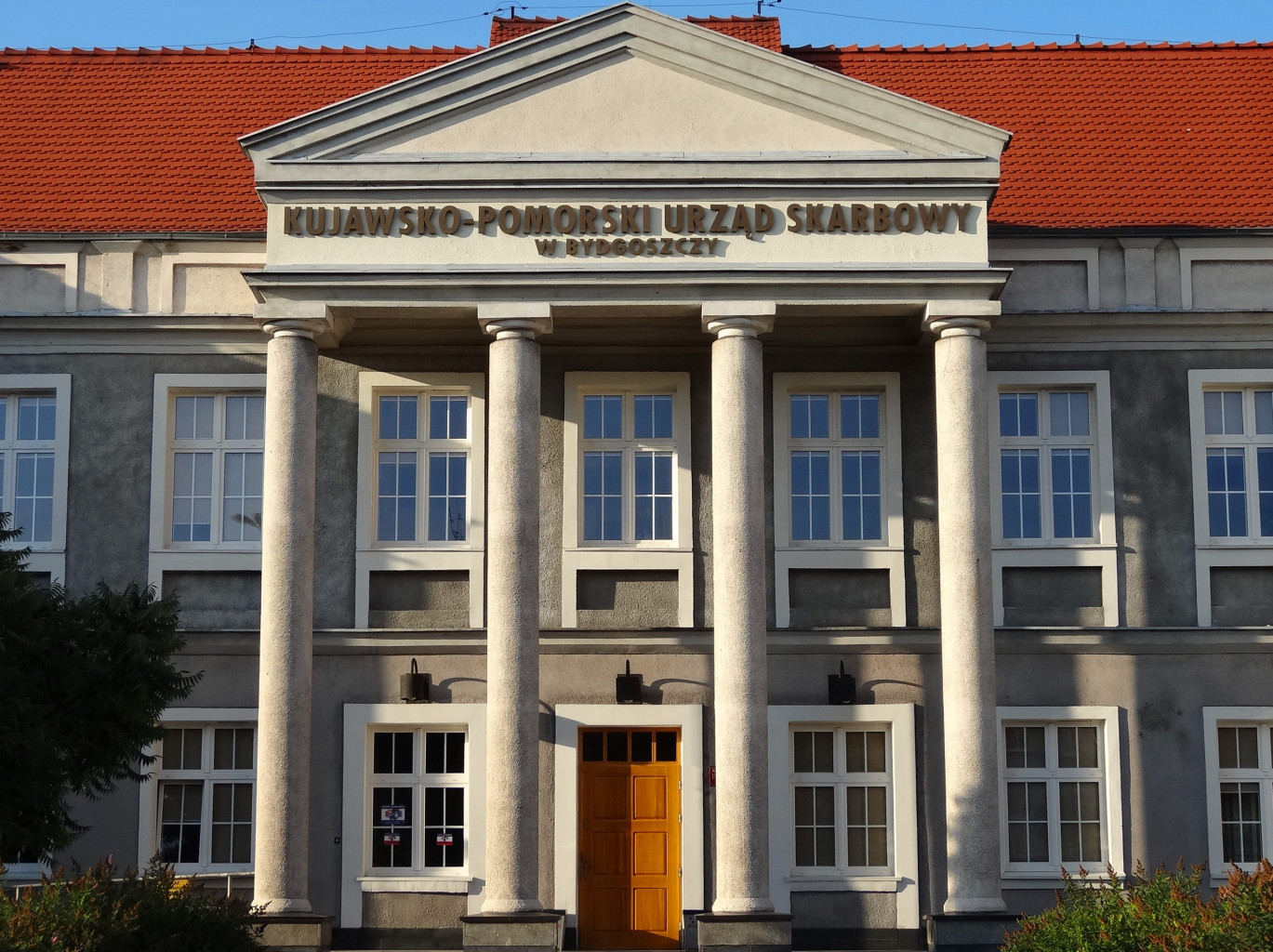
Kujawsko-Pomorski Urząd Skarbowy – Grunwaldzka 50
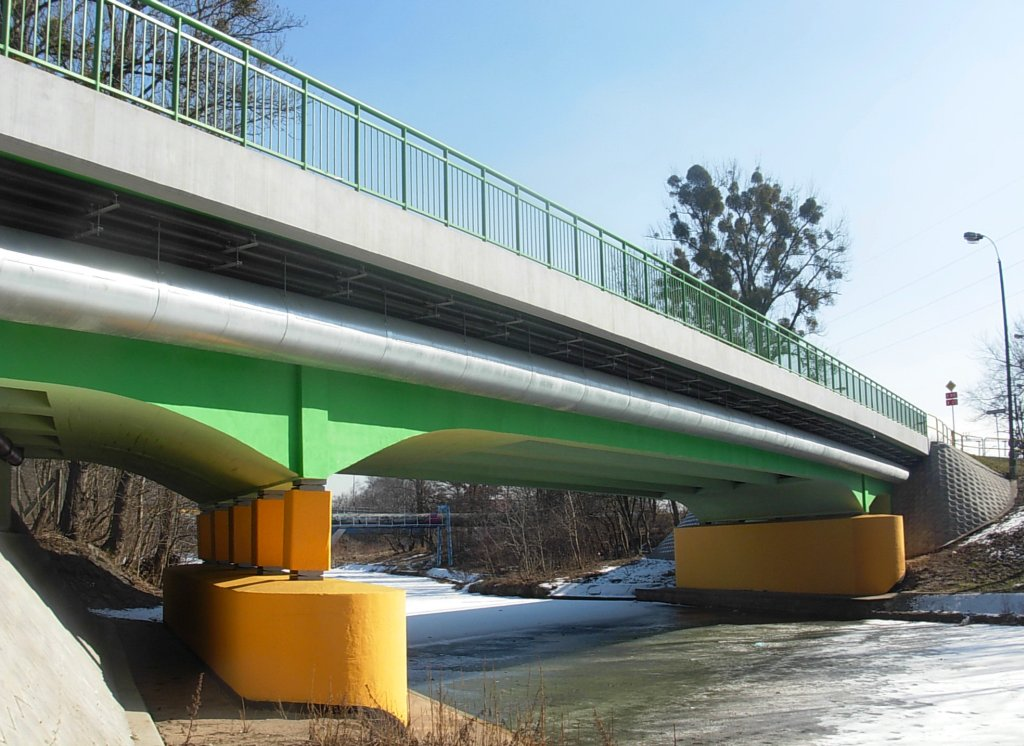
Most Grunwaldzki nad Kanałem Bydgoskim
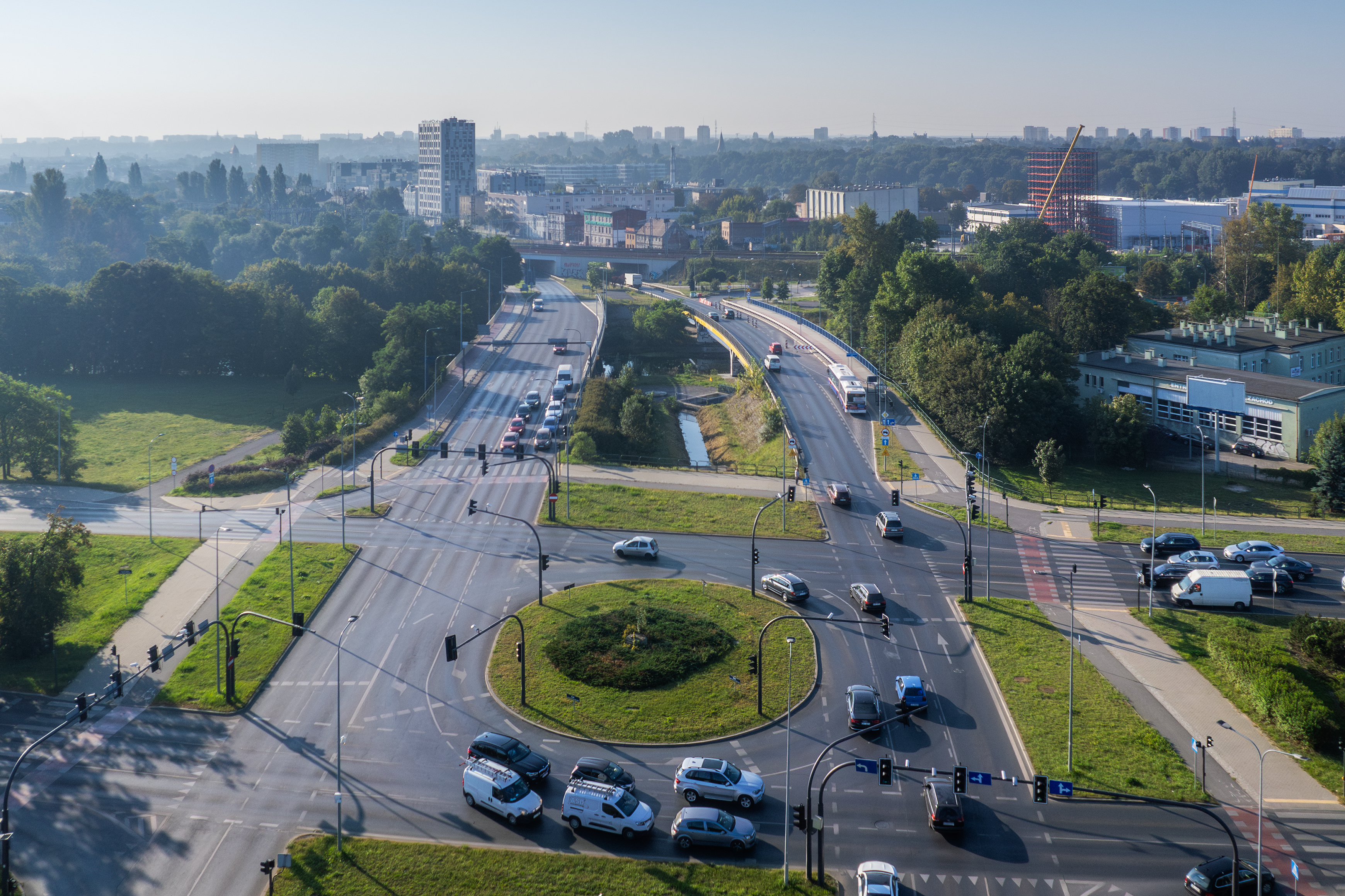
Węzeł Zachodni trasy W-Z